# Loxosceles amazonica
Loxosceles amazonica är en spindelart som beskrevs av Willis J. Gertsch 1967. Loxosceles amazonica ingår i släktet Loxosceles och familjen Sicariidae. Inga underarter finns listade i Catalogue of Life.